# لیکودرا
لیکودرا (به صربی: Likodra) یک منطقهٔ مسکونی در صربستان است که در کروپانگ واقع شده‌است. لیکودرا ۸۷۴ نفر جمعیت دارد.